# Marija de' Medici
Marija de' Medici (Firenca, 26. travnja 1573. – Köln, 3. srpnja 1642.), francuska kraljica, regentica od 1610. – 1617. godine.
Druga žena Henrika IV. koja je nakon njegova ubojstva preuzela vlast tj. postala regenticom svojeg maloljetnog sina Luja XIII.
Umrla je u progonstvu u Kölnu.

## Životopis
Marija Medici je bila kći Nadvojvode i vladara Velikog vojvodstva Toskana - Francesca I. Medicija (1541. – 1587.) iz moćne dinastije Medici i Nadvojvodkinje Ivane Austrijske (1547. – 1578.) preko koje je bila unuka cara Svetog Rimskog Carstva Ferdinanda I. Marija i njezina sestra Eleonora de' Medici jedine su preživjele djetinstvo od sedmero djece koliko su ih njihovi roditelji imali.

### Marija kao francuska kraljica
Marija Medici bila je slavna po svojoj ljepoti, a godine 1600. udali su je za francuskog kralja, Henrika IV., nakon poništenja njegova braka s Margaretom od Francuske, uz bogati miraz od 600 000 kruna. Već sljedeće godine rodila je sina, prijestolonasljednika Luja, ali unatoč tome njezin aranžirani brak nije bio sretan, jer joj je muž imao brojne ljubavnice koje ona nije trpila zbog ljubomore. Često se svađala s Henrikovim ljubavnicama, i to riječima koje su šokirale dvorjane. Najveće skandale prouzročila je u svađi s Henrikovom "glavnom" ljubavnicom - Catherine Henriette de Balzac d'Entragues, kojoj je on obećao brak prije nego što je oženio Mariju. Kako joj muž nije pružao podršku u tim prepirkama, zbližila se i sprijateljila s njegovom bivšom ženom, te je čak natjerala Henrika da je vrati na dvor. 

### Marija kao francuski regent
Iako je za muževa života pokazivala malo političkog znanja i sposobnosti, proglašena je regentom nekoliko sati nakon njegova ubojstva 1610. godine. Prvo što je učinila nakon dolaska na privremenu vlast bilo je izbacivanje svih Henrikovih ljubavnica s dvora. Marija Medici nije bila iznimno mudra, ali je bila jako tvrdoglava, ubrzo je pala pod utjecaj svoje dvorjanke Leonore "Galigai" Dori i njenog muža Concina Concinija. Na njihov nagovor otpustila je sposobnog muževog ministra - vojvodu Maximiliena de Béthuneja krenula s progonom hugenota u Francuskoj.
Marija Medici provodila je pro-katoličku politiku i trudila se promijeniti anti-habsburgško raspoloženje prisutno na francuskom dvoru i u narodu. Našla je u podršku u Španjolskoj, te aranžirala brak svog najstarijeg sina i najstarije kćerke za članove španjolske kraljevske obitelji; sina Luja oženila je za kastiljsko-aragonsku infantkinju Anu, a kćer Elizabetu udala za kastiljsko-aragonskog kralja Filipa IV. Kćer Henriettu Mariju udala je za englesko-škotskog kralja Karla I.

## Progonstvo
Njezina tvrdoglava politika uskoro joj je došla glave, dvorska aristokracije se uskoro pobunila protiv nje, jedno vrijeme se uspjela održati - plaćajući ucjene koliko su od nje tražili. Njezina pozicija se pogoršala kad se moći na francuskom dvoru dočepao Kardinal Richelieu, koji je nastojao ukloniti habsburgški utjecaj s francuske političke prilike. Stvar se zakomplicirala kad je njen sin Luj XIII. dosegao punoljetnost čime je njeno regentstvo završilo, on je nastavio slijediti Richelieuovu politiku i protjerao majku u izolirani Dvorac Blois. Nakon dvije godine zatočeništva Marija je pobjegla i udružila se s oporbom protiv Richelieua i svog sina.
Nakon neuspjelog pokušaja državnog udara Marija je opet protjerana iz Francuske, ali ovaj put zauvijek; umrla je u egzilu, na proputovanju u Kölnu 3. svibnja 1642.